# Šport u 1986.
◄◄ | ◄ | 1983. | 1984. | 1985. | 1986.  | 1987. | 1988. | 1989. | ► | ►►
Arhitektura • Astronautika • Astronomija • Biologija • Film • Fotografija • Glazba • Kazalište • Kemija • Kiparstvo • Knjige • Književnost • Kršćanstvo • Meteorologija • Medicina • Planinarstvo • Politika • Pravo • Promet • Slikarstvo • Strip • Šport • Televizija • Znanost • Zrakoplovstvo • Željeznički promet
Šport u 1986.

## Svijet

### Natjecanja

#### Svjetska natjecanja
- Od 31. svibnja do 29. lipnja – Svjetsko prvenstvo u nogometu u Meksiku: prvak Argentina
- Od 5. do 20. srpnja – Svjetsko prvenstvo u košarci u Španjolskoj: prvak SAD
- Od 14. do 22. kolovoza – Svjetsko prvenstvo u vaterpolu u Madridu u Španjolskoj: prvak Jugoslavija

## Hrvatska i u Hrvata

### Smrti
- 14. kolovoza – Stjepan Ljubić, hrvatski biciklist (* 1906.)

## Vanjske poveznice
|  | Zajednički poslužitelj ima još gradiva o temi Šport u 1986. |